# Гетеродермія прекрасна
Гетеродермія прекрасна, анаптіхія прекрасна (Heterodermia speciosa) — реліктовий (третинний) вид лишайників роду гетеродермія (Heterodermia). Класифіковано у 1868 році.

## Будова
Щільно прикріплене до субстрату тіло кущисте, у вигляді білуватої або попелясто-сірої розетки. Має діаметр до 10 см. Лопаті перисто розсічені на вузькі (1–2 мм) частки. Розмножується вегетативно за допомогою фрагментів слані, соредіями та статевим шляхом — спорами.

## Поширення та середовище існування
Європа, Сибір, Східна і Південно-Східна Азія, Східна та Південна Африка, Америка, Гавайські острови, Нова Зеландія. 
В Україні: Карпати, Прикарпаття. На південному березі Криму знаходили у XIX — на початку XX ст. Росте на корі дерев листяних порід та вкритих мохом скелях.

## Природоохоронний статус
Включений до третього видання Червоної книги України (2009 р.).